# Вулиця Водна (Львів)
Вулиця Во́дна — вулиця у Шевченківському районі міста Львова, у місцевості Клепарів. Сполучає вулиці Джерельну та Базарну. 
Вулиця виникла у другій половині XIX століття під назвою Зьрудляна поперечниця (укр. Джерельна бічна). Як писав Ф. Баранський, вулиця отримала таку назву «від води різних джерел, що були у цій околиці й утворювали багато ставків та саджавок». У 1871 році отримала назву — вулиця Водна. Під час німецької окупації Львова — Вассерґассе. У липні 1944 року вулиці повернена передвоєнна назва — вулиця Водна.
До вулиці приписано чотири триповерхових будинки у стилі класицизму. У будинку № 3 за часів Польської республіки була пекарня Юзефа Бекмана. Нині тут міститься стоматологічна клініка Овчара.